# Oxidado
L'oxidado (« rouillé », « oxydé » en portugais), familièrement abrégé en oxi, est un stupéfiant dérivé de la cocaïne et qui se consomme par inhalation, produit à l'origine dans la région de la forêt amazonienne du Brésil. Il tire son nom de son procédé de fabrication : l'oxydation de cocaïne base avec de la chaux et du kérosène ou une substance apparentée.
Le produit a été identifié pour la première fois en 2004. Proche du crack, il est réputé pour avoir une toxicité bien supérieure et un moindre coût de fabrication.